# Iso Räyrinki
Iso-Räyrinki är en sjö i Finland. Den ligger i kommunen Alajärvi i landskapet Södra Österbotten, i den centrala delen av landet, 300 km norr om huvudstaden Helsingfors. Iso-Räyrinki ligger 144,4 meter över havet. Den är 1 meter djup. Arean är 3,38 kvadratkilometer och strandlinjen är 10,01 kilometer lång. Sjön  ingår i Esse å huvudavrinningsområde.   I omgivningarna runt Iso-Räyrinki växer i huvudsak blandskog.